# Lac-du-Cerf
Lac-du-Cerf es un municipio canadiense situado en la provincia de Quebec.

## Superficie
Lac-du-Cerf tiene una superficie de 71,73 km².

## Demografía
En 2021, tenía 445 habitantes, una densidad poblacional de 6,2 hab./km², y 458 viviendas.